# Watermelon Sugar
A Watermelon Sugar Harry Styles negyedik kislemeze a Fine Line (2019) című albumáról, amely 2020. május 15-én jelent meg. Styles a dalt Mitch Rowlanddel, Tyler Johnsonnal és Kid Harpoonnal írta. Richard Brautigan Görögdinnye édes levében (In Watermelon Sugar – 1968) című regénye inspirálta a dalt. A Watermelon Sugar egy rock, funk-pop és indie pop dal, amelynek a központjába a gitárok és a kürtök vannak.
Eredetileg 2019. november 16-án jelent meg promocionális kislemezként, majd 2020. május 15-én, mint a Fine Line negyedik kislemeze. A dal jó fogadtatásban részesült, sok kritikus méltatta a koncepcióját és Styles vokálját. Több, mint 20 országban érte el a slágerlisták legjobb tíz helyének egyikét, többek között az Egyesült Királyságban, Ausztráliában, Kanadában és az Egyesült Államokban, ahol ez lett Styles első kislemeze, amely elérte a Billboard Hot 100 első helyét. Styles a legjobb szóló popénekes teljesítmény kategóriában Grammy-díjat nyert a dallal.
2020. május 18-án jelent meg a dal videóklipje, amelyet a Bradley & Pablo rendezett és Malibun (Kalifornia) volt felvéve. Styles többször is fellépett a dallal, többek között a Saturday Night Live, Later... with Jools Hollandon és a Todayen.

## Háttér
A Watermelon Sugart Styles, Mitch Rowland, Tyler Johnson és Kid Harpoon szerezte, eredetileg 2017 szeptemberében, mikor Styles éppen nem koncertezett a Harry Styles: Live on Tour turnén. A The Cave Studióban (Nashville, Tennessee) kezdték el a felvételeket, ahol kitalálták a refrén dallamát. Az In Watermelon Sugar könyv címe Richard Brautigan szerint jól hangzott volna, mint a refrén szövege. A dal lehetséges, hogy Styles korábbi élettársáról, Camille Rowe-ról szól, aki kedvelője a könyvnek.
A dalt először 2019. október 22-én említette meg Styles a Twitteren. Ezt követően az iTuneson lehetett látni, hogy a Fine Line második dala lesz. A Watermelon Sugar 2019. november 16-án (05:30 – CET) jelent meg először promocionális kislemezként. 2020. május 15-én jelent meg, mint az album negyedik kislemeze.

## Videóklip

### Háttér
A dal videóklipjét 2020. május 18-án mutatták be a YouTubeon 17:00-kor (CET). Styles egy nappal a bemutató előtt jelentette be a klipet egy rövid videóval, amelyen egy asztal szerepelt egy tengerparton. A videóklip rendezői a Bradley & Pablo volt és Malibun (Kalifornia) forgatták 2020. január 30-án. A videót Paul McCartney 1960-as évekbeli stílusa inspirálta és részben 35, illetve 16 mm-es Arri SR3 kamerával forgatták, amely régies beütést adott neki.
A Covid19-pandémia következtében késleltették a videóklip megjelentetését, mert aggódtak, hogy a Columbia Records nem adná ki a  „this video is dedicated to touching” (angolul: ez a videó az érintésnek van dedikálva) felirat miatt. Stylest dicsérték a modellek, akik szerepeltek a videóban, mert engedélyt kért tőlük forgatás előtt, hogy hozzájuk érhet-e.

### Szinopszis
A videó egy üzenettel kezdődik fekete háttér előtt, amely jelentése magyarul  „ez a videó az érintésnek van dedikálva.” Ezt követően Styles látható, amint odasétál egy asztalhoz, amelyen egy szelet görögdinnye látható. A zenész egy narancssárga, horgolt, ujjatlan pólót visel, kék napszemüveget, a  „HS” feliratú gyűrűit és körmei rózsaszínre vannak kifestve. A terítő az asztalon abból az anyagból van, mint az Adore You videóklipjében a hajó vitorlája, a napszemüvegeket pedig viselte korábban a Rolling Stone borítóján. Styles az ujját végigfuttatja a dinnyén, mielőtt beleharapna, amely felvételt Jack Nicholson inspirálta.
A videó következő jelenetében Stylest modellek veszik körül és etetik az énekest különböző gyümölcsökkel. A modellek az 1970-es évek divatjának megfelelően vannak öltözve, magas derekú bikiniket viselnek. Styles virágokkal díszített Hawaii inget visel gyöngyszemekkel (ezt a ruházatot Paul McCartney inspirálta), míg más felvételekben egy pulóvermellényt egy retro galléros inggel. Először a homokba fekve nézi a modelleket, majd egy csoportképet készít velük, mind egy-egy görögdinnye szeletet tartanak kezeikben. Styles egy csíkos pulóvert visel, egy vékony sálat és egy retro-inspirált szakadt farmert, amelyek mind a Gucci 2020-as kollekciójának részei.

### Fogadtatás
A Variety írója Michele Amabile Angermiller a videóklipet Elton John I’m Still Standing klipjéhez, míg Chelsey Sanchez (Harper’s Bazaar) a Mamma Mia!-hoz hasonlította. Sara Feigin (Evening Standard) megjegyezte, hogy az énekest körülvevő modellek szerepeltetése hasonlít a Lights Uphoz, míg Ellie Harrison (The Independent) írása szerint ugyanazon a tengerparton vették fel a videóklipet, mint Styles korábbi együttese One Direction What Makes You Beautiful klipjét. Brittany Spanos (Rolling Stone) és Savannah Walsh (Elle) is színesnek, míg Nicholas Hautman (Us Weekly)  „ultraszexi”-nek nevezte a klipet.
A videóklipnek több, mint 190 millió megtekintése van YouTube-on.

## Fellépések
Styles a Watermelon Sugart először a Saturday Night Live-on adta elő, 2019. november 21-én a Lights Up kislemezzel együtt. Előadta 2019. december 7-én a Capital FM’s Jingle Bell Ballon. 2019. december 13-án előadta a dalt a Los Angeles-i Forumban. 2019. december 19-én fellépett az Electric Ballroomban Londonban egy titkos koncerten is előadta a dalt. A BBC Radio 2 The Zoe Ball Breakfast Show műsorában is adott egy koncertet, és 2020. február 25-én előadta az NPR Tiny Desk Concert részeként. Másnap előadta a Rockefeller Centerben a Todayen.

## Díjak és jelölések
| Év   | Díjátadó                     | Díj                                  | Eredmény | For.   |
| ---- | ---------------------------- | ------------------------------------ | -------- | ------ |
| 2020 | MTV Video Music Awards       | A nyár dala                          | Jelölve  | [ 36 ] |
| 2020 | BreakTudo Awards             | Nemzetközi videóklip                 | Jelölve  | [ 37 ] |
| 2020 | MTV Millennial Awards Brazil | Globális sláger                      | Jelölve  | [ 38 ] |
| 2020 | NRJ Music Awards             | Az év videója                        | Jelölve  | [ 39 ] |
| 2020 | Premios Musa (Chile)         | Az év nemzetközi angol dala          | Elnyerte | [ 40 ] |
| 2021 | Grammy-díj                   | Legjobb szóló popénekes teljesítmény | Elnyerte | [ 41 ] |

| Kiadó         | Lista                                           | Pozíció | For.   |
| ------------- | ----------------------------------------------- | ------- | ------ |
| Amazon Music  | 2020 legjobb dalai                              | 17      | [ 42 ] |
| BBC           | 2020 legjobb albumai és dalai                   | N/A     | [ 43 ] |
| Billboard     | 2019 100 legjobb dala                           | 44      | [ 44 ] |
| Billboard     | 2020 25 legjobb videóklipje                     | 1       | [ 45 ] |
| Elite Daily   | 2020 10 legelképesztőbb videóklipje             | 5       | [ 46 ] |
| Gigwise       | A Gigwise 20 legjobb dala 2020-ban              | 18      | [ 47 ] |
| IndieWire     | 2020 legjobb videóklipjei                       | 17      | [ 48 ] |
| Insider       | 2020 34 legjobb videóklipje (eddig), sorrendben | 5       | [ 49 ] |
| New York Post | 2019 legjobb dalai                              | 7       | [ 50 ] |
| New York Post | 2020 legjobb dalai                              | 3       | [ 51 ] |
| Rolling Stone | Rob Sheffield: 2020 legjobb 25 dala             | 1       | [ 52 ] |
| Slate         | Legjobb 20 kislemez                             | 11      | [ 53 ] |
| USA Today     | 2020 legjobb videóklipjei                       | N/A     | [ 54 ] |
| Vogue         | 2020 29 legjobb dala                            | N/A     | [ 55 ] |

## Számlista
- Kazetta és 7" lemez[56]

1. Watermelon Sugar – 2:53
2. Watermelon Sugar (Hangszeres verzió) – 2:53

## Közreműködők, stúdiók

### Stúdiók
- Felvételek: Real World Studios (Bath, Egyesült Királyság), RAK Studios (London, Egyesült Királyság), The Cave Studio (Nashville, Tennessee), Henson Recording (Hollywood, Kalifornia) és Harpoon House (Los Angeles, Kalifornia)
- Keverés: EastWest Studios (Los Angeles, Kalifornia)
- Master: Sterling Sound (Bergen, New Jersey)

### Közreműködők
- Harry Styles – dalszerző, vokál, háttérének
- Tyler Johnson – dalszerző, producer, háttérének, billentyűk
- Kid Harpoon – dalszerző, producer, háttérének, akusztikus gitár, elektromos gitár, zongora
- Mitch Rowland – dalszerző, dobok, elektromos gitár, slide gitár
- Sarah Jones – háttérének
- Pino Palladino – basszusgitár
- Ivan Jackson – kürt
- Dave Chegwidden – ütőhangszerek
- Mark Rankin – hangmérnök
- Nick Lobel – hangmérnök
- Sammy Witte – hangmérnök
- Dan Ewins – asszisztens hangmérnök
- Matt Tuggle – asszisztens hangmérnök
- Michael Freeman – asszisztens hangmérnök
- Oli Jacobs – asszisztens hangmérnök
- Oliver Middleton – asszisztens hangmérnök
- Spike Stent – keverés
- Michael Freeman – keverés asszisztens
- Randy Merrill – masterelés

## Slágerlisták
| Slágerlista (2019–2021)                | Legmagasabb pozíció |
| -------------------------------------- | ------------------- |
| Argentína (Argentina Hot 100)          | 26                  |
| Ausztria (Ö3 Austria Top 40)           | 5                   |
| Ausztrália (ARIA)                      | 5                   |
| Belgium (Ultratop 50 Flanders)         | 2                   |
| Belgium (Ultratop 50 Wallonia)         | 2                   |
| Bolívia (Monitor Latino)               | 7                   |
| Brazília (Top 100 Brasil)              | 30                  |
| Brit kislemezlista (OCC)               | 4                   |
| Csehország (Rádio Top 100)             | 9                   |
| Csehország (Singles Digitál Top 100)   | 4                   |
| Dánia (Tracklisten)                    | 10                  |
| Dél-Korea (Gaon)                       | 101                 |
| Észtország (Eesti Tipp-40)             | 8                   |
| Finnország (Suomen virallinen lista)   | 17                  |
| Franciaország (SNEP)                   | 31                  |
| Global 200 (Billboard)                 | 9                   |
| Görögország (IFPI)                     | 6                   |
| Hollandia (Dutch Top 40)               | 2                   |
| Hollandia (Single Top 100)             | 4                   |
| Horvátország (HRT)                     | 3                   |
| Izland (Tonlist)                       | 3                   |
| Izrael (Media Forest)                  | 1                   |
| Írország (IRMA)                        | 2                   |
| Kanada (Canadian Hot 100)              | 3                   |
| Kanada AC (Billboard)                  | 1                   |
| Kanada CHR/Top 40 (Billboard)          | 2                   |
| Kanada Hot AC (Billboard)              | 1                   |
| Kolumbia (National-Report)             | 32                  |
| Lengyelország (Polish Airplay Top 100) | 11                  |
| Lettország (LAIPA)                     | 16                  |
| Litvánia (AGATA)                       | 1                   |
| Magyarország (Rádiós Top 40)           | 10                  |
| Magyarország (Single Top 40)           | 3                   |
| Magyarország (Stream Top 40)           | 6                   |
| Malajzia (RIM)                         | 9                   |
| Mexikó (Monitor Latino)                | 3                   |
| Norvégia (VG-lista)                    | 5                   |
| Németország (Official German Charts)   | 15                  |
| Olaszország (FIMI)                     | 21                  |
| Oroszország Airplay (Tophit)           | 93                  |
| Paraguay (SGP)                         | 86                  |
| Portugália (AFP)                       | 1                   |
| Románia (Airplay 100)                  | 40                  |
| Salvador (Monitor Latino)              | 16                  |
| Skócia (OCC)                           | 5                   |
| Spanyolország (PROMUSICAE)             | 41                  |
| Svájc (Schweizer Hitparade)            | 3                   |
| Svédország (Sverigetopplistan)         | 9                   |
| Szerbia (Radiomonitor)                 | 1                   |
| Szingapúr (RIAS)                       | 12                  |
| Szlovákia (Rádio Top 100)              | 6                   |
| Szlovákia (Singles Digitál Top 100)    | 7                   |
| Szlovénia (SloTop50)                   | 1                   |
| US Billboard Hot 100                   | 1                   |
| US Adult Contemporary (Billboard)      | 9                   |
| US Adult Top 40 (Billboard)            | 1                   |
| US Dance/Mix Show Airplay (Billboard)  | 4                   |
| US Mainstream Top 40 (Billboard)       | 1                   |
| US Rolling Stone Top 100               | 7                   |
| Új-Zéland (Recorded Music NZ)          | 4                   |

| Slágerlista (2020)          | Pozíció |
| --------------------------- | ------- |
| Brazília (Top 50 Streaming) | 27      |

| Év   | Slágerlista (2020)                               | Pozíció |
| ---- | ------------------------------------------------ | ------- |
| 2020 | Argentína Airplay (Monitor Latino)               | 36      |
| 2020 | Ausztrália (ARIA)                                | 6       |
| 2020 | Ausztria (Ö3 Austria Top 40)                     | 14      |
| 2020 | Belgium (Ultratop Flanders)                      | 10      |
| 2020 | Belgium (Ultratop Wallonia)                      | 18      |
| 2020 | Kanada (Canadian Hot 100)                        | 16      |
| 2020 | Dánia (Tracklisten)                              | 24      |
| 2020 | Franciaország (SNEP)                             | 76      |
| 2020 | Németország (Official German Charts)             | 43      |
| 2020 | Magyarország Top 100 Single (eladások) (MAHASZ)  | 35      |
| 2020 | Magyarország Top 100 Single (streaming) (MAHASZ) | 12      |
| 2020 | Magyarország Top 100 Single (rádió) (MAHASZ)     | 70      |
| 2020 | Izland (Tonlist)                                 | 11      |
| 2020 | Írország (IRMA)                                  | 9       |
| 2020 | Olaszország (FIMI)                               | 44      |
| 2020 | Lengyelország (ZPAV)                             | 93      |
| 2020 | Hollandia (Dutch Top 40)                         | 6       |
| 2020 | Hollandia (Single Top 100)                       | 16      |
| 2020 | Új-Zéland (Recorded Music NZ)                    | 10      |
| 2020 | Norvégia (VG-lista)                              | 20      |
| 2020 | Svédország (Sverigetopplistan)                   | 18      |
| 2020 | Svájc (Schweizer Hitparade)                      | 17      |
| 2020 | Brit kislemezlista (OCC)                         | 10      |
| 2020 | US Billboard Hot 100                             | 20      |
| 2020 | US Adult Contemporary (Billboard)                | 33      |
| 2020 | US Adult Top 40 (Billboard)                      | 11      |
| 2020 | US Dance/Mix Show Airplay (Billboard)            | 11      |
| 2020 | US Mainstream Top 40 (Billboard)                 | 8       |
| 2021 | Kanada (Canadian Hot 100)                        | 79      |
| 2021 | Global 200 (Billboard)                           | 23      |
| 2021 | US Adult Contemporary (Billboard)                | 13      |

## Minősítések
| Ország (Szervezet)                  | Minősítés       | Példányszám |
| ----------------------------------- | --------------- | ----------- |
| Ausztrália (ARIA)                   | 6× Platinalemez | 420 000     |
| Belgium (BEA)                       | Platinalemez    | 40 000      |
| Brazília (Pro-Música Brasil)        | 3× Gyémántlemez | 480 000     |
| Dánia (IFPI Denmark)                | Platinalemez    | 90 000      |
| Egyesült Államok (RIAA)             | 5× Platinalemez | 5 000 000   |
| Egyesült Királyság (BPI)            | 2× Platinalemez | 1 200 000   |
| Franciaország (SNEP)                | Platinalemez    | 200 000     |
| Görögország Streaming (IFPI Greece) | 2× Platinalemez | 4 000 000   |
| Kanada (Music Canada)               | 6× Platinalemez | 480 000     |
| Lengyelország (ZPAV)                | 4× Platinalemez | 80 000      |
| Mexikó (AMPROFON)                   | Gyémánt         | 300 000     |
| Németország (BVMI)                  | Aranylemez      | 200 000     |
| Norvégia (IFPI Norway)              | 2× Platinalemez | 120 000     |
| Olaszország (FIMI)                  | 2× Platinalemez | 140 000     |
| Portugália (AFP)                    | 4× Platinalemez | 40 000      |
| Spanyolország (PROMUSICAE)          | 2× Platinalemez | 80 000      |
| Svájc (IFPI Switzerland)            | 2× Platinalemez | 40 000      |
| Új-Zéland (RMNZ)                    | 3× Platinalemez | 90 000      |

## Kiadások
| Régió              | Dátum              | Formátumok                   | Kiadó            |
| ------------------ | ------------------ | ---------------------------- | ---------------- |
| Világszerte        | 2019. november 16. | digitális letöltés streaming | Erskine Columbia |
| Ausztrália         | 2020. május 15.    | kortárs slágerrádió          | Columbia Sony    |
| Egyesült Államok   | 2020. május 18.    | kortárs rádió                | Columbia         |
| Egyesült Államok   | 2020. május 19.    | kortárs slágerrádió          | Columbia         |
| Olaszország        | 2020. május 22.    | kortárs slágerrádió          | Sony             |
| Egyesült Királyság | 2020. május 29.    | kortárs slágerrádió          | Columbia         |
| Egyesült Királyság | 2020. június 6.    | kortárs rádió                | Columbia         |
| Világszerte        | 2020. július 30.   | 7" lemez kazetta             | Erskine Columbia |